# قرار مجلس الأمن التابع للأمم المتحدة رقم 1615
قرار مجلس الأمن التابع للأمم المتحدة رقم 1615، المتخذ بالإجماع في 29 يوليو 2005، بعد إعادة التأكيد على جميع القرارات المتعلقة بأبخازيا وجورجيا، ولا سيما القرار 1582 (2005)، ومدد المجلس ولاية بعثة مراقبي الأمم المتحدة في جورجيا حتى 31 يناير 2006.

## القرار

### أعمال
ورحب مجلس الأمن بالجهود السياسية المبذولة لحل الوضع، ولا سيما «المبادئ الأساسية لتوزيع الاختصاصات بين تبليسي وسوخومي» لتيسير المفاوضات بين جورجيا وأبخازيا. وأعربت عن أسفها لعدم إحراز تقدم في مفاوضات الوضع السياسي ورفض أبخازيا مناقشة الوثيقة، داعية الجانبين كذلك إلى التغلب على انعدام الثقة المتبادل بينهما. تمت إدانة جميع انتهاكات اتفاق 1994 لوقف إطلاق النار والفصل بين القوات، على الرغم من الترحيب بالبروتوكول الموقع في 12 مايو 2005 لتعزيز تنفيذه. ورحب المجلس أيضا بالهدوء الذي ساد وادي كودوري وتوقيع الطرفين على بروتوكول في 2 نيسان / أبريل 2002. ولوحظت مخاوف السكان المدنيين وطُلب من الجانب الجورجي ضمان سلامة بعثة مراقبي الأمم المتحدة في جورجيا وقوات رابطة الدول المستقلة في الوادي. وشُجع على بذل المزيد من الجهود لتحسين الأمن في منطقة غالي .
وحث القرار الطرفين على تنشيط عملية السلام، بما في ذلك زيادة المشاركة في القضايا المتعلقة باللاجئين والنازحين والتعاون الاقتصادي والمسائل السياسية والأمنية. كما أعاد التأكيد على عدم مقبولية التغيرات الديموغرافية الناتجة عن الصراع. ودُعيت أبخازيا على وجه الخصوص إلى تحسين إنفاذ القانون، ومعالجة الافتقار إلى تعليم المنحدرين من أصل جورجي بلغتهم الأولى وضمان سلامة اللاجئين العائدين.
ودعا المجلس الطرفين مرة أخرى إلى اتخاذ تدابير لتحديد هوية المسؤولين عن إسقاط مروحية تابعة للبعثة في تشرين الأول / أكتوبر 2001. وطُلب من كلا الطرفين أيضا أن ينأى بنفسه عن الخطاب العسكري والمظاهرات الداعمة للجماعات المسلحة غير الشرعية، وضمان سلامة موظفي الأمم المتحدة. وعلاوة على ذلك، كانت هناك مخاوف بشأن أمن أفراد البعثة، مع تكرار عمليات الاختطاف لأفراد حفظ السلام التابعين لبعثة مراقبي الأمم المتحدة في جورجيا ورابطة الدول المستقلة، وهو ما أدانه المجلس.
وأخيرًا، طُلب من الأمين العام كوفي عنان تقديم تقرير عن الوضع في أبخازيا في غضون ثلاثة أشهر.

## روابط خارجية
- نص القرار في undocs.org